# 巴特埃尔斯特
巴特埃尔斯特（德語：Bad Elster，發音：[ˌbaːt ˈɛlstɐ] ⓘ）是德国萨克森州福格特兰县的城市，面积19.77平方千米，2023年12月31日人口为3,617人。